# S Tennis Masters Challenger 2007
L'S Tennis Masters Challenger 2007 è stato un torneo di tennis facente parte della categoria ATP Challenger Series nell'ambito dell'ATP Challenger Series 2007. Il torneo si è giocato a Graz in Austria dal 13 al 19 agosto 2007 su campi in terra rossa.

## Vincitori

### Singolare
Victor Hănescu ha battuto in finale  Leonardo Mayer con il punteggio di 7–6(4), 6–2

### Doppio
Sebastián Decoud /  Jurij Ščukin hanno battuto in finale  Jérémy Chardy /  Predrag Rusevski con il punteggio di 3–6, 6–3, [10–7]